# De immortalitate animae (Agostino)

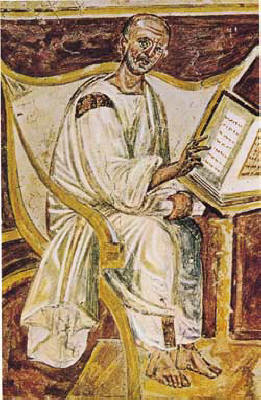
sant'Agostino a Tagaste.

Il De immortalitate animae (dal latino: "Sull'immortalità dell'anima") è un trattato filosofico scritto da sant'Agostino nel 387, all'età di trentadue anni, dopo le vacanze a trascorse a Cassiciaco, presso Milano.
L'opera anticipava il terzo libro conclusivo dei suoi Soliloqui (Retractationes I,5,I).

## Contenuto
Seguendo il Vangelo secondo Matteo (Matteo 10,28) e una corrispondente visione neoplatonica, sant'Agostino descrive l'anima come immortale.
L'immortalità deriva soprattutto dalla partecipazione alla verità eterna. Le idee cristiane sono praticamente assenti, sebbene egli abbia scritto questo trattato tra la sua conversione al cristianesimo (intorno al 1º agosto 386) e il suo battesimo (24/25 aprile 387, nella veglia pasquale). Piuttosto qui traspare il pensiero di Plotino e di Porfirio. Tuttavia, il dualismo anima-corpo è descritto in modo molto più vivido dall'Ipponate. Se per Plotino l'anima era soprattutto l'elemento che dà la forma, in Agostino invece appare come l'elemento attivo dell'uomo.
L'immortalità dell'anima deriva dal suo legame con Dio. L'anima è il punto di congiunzione tra le idee divine e il corpo.
Tuttavia, l'interesse di Agostino per l'anima non si esaurisce con questo trattato. Poco dopo, nel 387, scrisse un altro trattato filosofico: Sulla grandezza dell'anima (De quantitate animae) in cui ribadisce che l'anima è immateriale ed incorporea, pur avendo una propria grandezza spirituale e non di tipo fisico.
L'incorporeità dell'anima implica la sua trascendenza rispetto al corpo. Agostino riprende due argomenti a sostegno dell'immortalità dell'anima:
- l'anima è il luogo della conoscenza vera, il "contenitore" delle verità eterne ed immutabili e dunque è eterna ed immutabile anch'essa per essenza, come le verità che contiene;
- l'anima dona la vita al corpo ed è quindi vita in se stessa.

Si tratta di una delle opere filosofiche più strettamente tecniche di Aurelio Agostino, che con impegno, passione e rigore dimostrativo affronta complesse questioni antropologiche ed escatologiche.

## Edizioni
- Harald Fuchs / H. Müller, Düsseldorf/Zürich 2002 (lat.-dt.).
- W. Hörmann, CSEL 89, 101–128.
- Gerald Watson: Soliloquies and the Immortality of the Soul . Aris & Phillips, Warminster, 1990, ISBN 0856685054 (lat.-engl. mit Kommentar).